# Régime de retraite des artisans français
Le régime d'assurance vieillesse des artisans (AVA), créé en 1948, est géré par la Caisse autonome nationale de compensation de l’assurance vieillesse artisanale (CANCAVA).
Le régime de retraite des artisans est rattaché depuis le 1er juillet 2006 au Régime social des indépendants (RSI).
Ce régime concerne les entreprises de moins de 10 salariés exerçant une activité professionnelle de production, de transformation, de réparation ou de prestation de services.
Il est composé d'un régime de base obligatoire aligné sur celui de la Sécurité sociale depuis le 1er janvier 1973 et d'un régime complémentaire également obligatoire.

## L'ancien régime de base
Avant 1973, l'artisan pouvait opter pour une des 15 classes de cotisation lui donnant entre 4 et 60 points par an. Un point donne droit à une rente annuelle de 8,311 1 € (valeur du point de 2007).

## Le nouveau régime complémentaire (RCO)
Depuis le 1er janvier 1979, les caisses gérant le régime de base se voit confier le fonctionnement du régime complémentaire obligatoire de retraite des artisans.

### Principe de calcul de la cotisation
L'assiette de cotisation minimum est fixé à 200 fois le SMIC horaire. Le plafond de l'assiette ainsi que le taux de la cotisation dépendent de l'année.
Cotisation = Assiette x Taux de cotisation

### Historique du taux de cotisation et du plafond de l'assiette de cotisation
Le taux de cotisation est fixé par décret.
| Année            | Taux   | Assiette (exprimée en PASS) |
| ---------------- | ------ | --------------------------- |
| avant 1997       | 4,40 % | de 0 à 3 PASS               |
| 1997             | 4,90 % | de 0 à 4 PASS               |
| 1998             | 5,30 % | de 0 à 4 PASS               |
| 1999             | 5,70 % | de 0 à 4 PASS               |
| 2000 à 2002      | 6 %    | de 0 à 4 PASS               |
| 2003             | 6,2 %  | de 0 à 4 PASS               |
| 2004             | 6,70 % | de 0 à 4 PASS               |
| 2005 à 2008      | 7 %    | de 0 à 4 PASS               |
| 2009             | 7,1 %  | de 0 à 1 PASS               |
| 2009             | 7,5 %  | de 1 à 4 PASS               |
| à partir de 2010 | 7,2 %  | de 0 à 1 PASS               |
| à partir de 2010 | 7,6 %  | de 1 à 4 PASS               |

### Principe de calcul des points acquis
Nombre de points acquis annuellement = Cotisation / coût d'acquisition du point

### Principe de calcul de la retraite
Rente annuelle = Nombre de points acquis annuellement x valeur du point

### Exemple de calcul des droits acquis
- Soit un revenu de 50 000 €
- Le taux de cotisation s'élève à 7 %[2] des revenus
- Le plafond de la sécurité sociale est égal à 37 032 € annuels en 2013 d'où un maximum de 148 128 €
- Coût d'acquisition du point = 4,145 €
- Valeur du point de rente = 0,293 02 €

L'assiette de cotisation couvre l'intégralité des revenus soit 50 000 €, montant compris entre le plancher de 1 688 € (200 x 8,44 €) et le plafond de 148 128 €.
Nombre de points acquis = 50 000 € x 7 % / 4,145 € = 844 points.
D'où une rente annuelle acquise de 844 x 0,293 02 € soit environ 247 €.